# غنارة
غنارة (بالفارسية: گناره) هي قرية تقع في غلستان في إيران. يقدر عدد سكانها بـ 164 نسمة بحسب إحصاء 2016.